# 何孟樺
何孟樺（1989年5月1日—），臺灣民主進步黨籍政治人物，現任臺北市議會議員，曾擔任民進黨發言人以及青年發展部、網路部主任。
何孟樺在學期間曾擔任國立清華大學研究生聯合會會長，亦曾聲援反國光石化開發案、反媒體壟斷運動及太陽花學運等行動。
2021年初，何孟樺表態投入臺北市議員選舉，爭取民進黨提名參選臺北市第二選舉區（內湖區、南港區），並於2022年4月30日通過黨內初選，同年11月26日以該選區第一高票當選。

## 早年生涯

### 童年
生於臺北市，5歲時舉家搬遷至雲林縣，到就讀國立臺灣師範大學前，何孟樺都是在雲林生活、成長，家中以父親經營帆布工廠維生。
何孟樺童年時值台灣解嚴，民主選舉遍地開花，何孟樺父母當時熱衷於黨外運動，曾帶何跑遍全台各地選舉造勢活動，家中至今仍留有許多黨外雜誌及刊物，例如1996年中華民國總統選舉時民主進步黨籍總統候選人彭明敏的募款餐券以及民進黨首任黨主席江鵬堅的親簽自傳等。

### 求學
於雲林縣就讀正心中學後，何孟樺隨即北上進入國立臺灣師範大學東亞學系就讀，畢業後攻讀研究所，考取國立清華大學社會學研究所。
清華大學在學期間，何孟樺積極接觸學生自治、校園轉型正義等議題，先後聲援反國光石化開發案及反媒體壟斷運動，就讀碩士班二年級時擔任研究生聯合會會長並參與太陽花學運，以及擔任323佔領行政院事件新聞發言人。

## 政治生涯

### 政壇幕僚
2016年，蔡英文當選中華民國總統，剛自國立清華大學畢業兩年的何孟樺隨即在同年8月被延攬至黨中央擔任青年部副主任，2017年底擔任民主進步黨發言人，成為民進黨有史以來最年輕發言人，當時年僅28歲。
2018年至2019年，何孟樺先後擔任青年部主任和網路部主任後，加入時任國家安全會議諮詢委員、現任國防安全研究院執行長林成蔚幕僚團隊，並於2020年初擔任日本台灣交流協會訪日研究員。
2021年，獲邀擔任民主進步黨臺北市黨部副執行長。

### 臺北市議員
2021年初，何孟樺表態爭取民進黨提名參選臺北市議員選舉，並選擇臺北市第二選舉區（內湖區、南港區）作為政治舞台起點。
2022年4月30日，何孟樺通過民進黨黨內初選，成為該選區唯一出線新人。同年11月26日，何孟樺最終斬獲19,340票，首次參選即以民進黨第一高票候選人之姿當選。

## 選舉紀錄
| 年度 | 選舉屆數               | 選舉區           | 所屬政黨   | 得票數 | 得票率 | 當選標記 | 備註 |
| ---- | ---------------------- | ---------------- | ---------- | ------ | ------ | -------- | ---- |
| 2022 | 第十四屆臺北市議員選舉 | 臺北市第二選舉區 | 民主進步黨 | 19,340 | 9.38%  |          |      |

## 相關著作
| 年份   | 出版日期      | 書名                                         | 作者                                                                 | 出版社     | ISBN               |
| 2020年 | 2020年2月15日 | 《狂飆一夢：台灣民主化與沒有歷史的人》       | 廖建華、何孟樺                                                       | 前衛出版社 | ISBN 9789574371396 |
| 2022年 | 2022年5月6日  | 《福利之鄉．煙囪之城：麥寮與六輕的矛盾共生》 | 陳瑞樺、楊淳卉、柯廷諭、陳震遠、盧敬文、羅景賢、何孟樺、魏揚、劉佳琪 | 群學出版社 | ISBN 9789869947770 |

## 外部連結
- 何孟樺的Facebook專頁
- 何孟樺的Instagram帳戶

| 政黨職務      | 政黨職務                            | 政黨職務      |
| ------------- | ----------------------------------- | ------------- |
| 民主進步黨    |                                     |               |
| 前任： 吳沛憶 | 發言人 2017年11月－2019年2月        | 繼任： 李問   |
| 前任： 黃守達 | 青年發展部主任 2018年5月－2019年2月 | 繼任： 顏若芳 |
| 前任： 首任   | 網路部主任 2019年2月－2019年3月     | 繼任： 曾彥衛 |